# Котка
Котка (фін. Kotka) — місто у Фінляндії, у області Кюменлааксо, центр району Котка-Хаміна. Населення (на 2023 рік) становить 50 488 осіб. На 2006 рік фінська мова є рідною для 95,5 % мешканців, шведська для 1,1 %, носії інших мов становили 3,4 %.
Морський порт Котка є основним портом країни для економічних зв'язків із Росією.

## Історія
Місто засноване 1879 року згідно з рішенням Сенату від 16 квітня 1878 року на місці фортеці Роченсальм. Складовою частиною міста (з 1977) є ряд давніших поселень, зокрема поселення Кімі, початки історії якого сягають 1440 року.
1878 року було затверджено регулярний план забудови міста. Вже 1890 року через місто пролягла залізниця.

## Пам'ятки
Місто має ряд визначних пам'яток та музеїв:
- Свято-Микільська православна церква (к. 18 ст.);
- залишки форту «Катерина» (18 ст.);
- форт «Єлизавета»;
- лютеранська церква;
- Дача російського імператора Олександра III, тепер музей (1889);
- Броварня (1894);
- Концертна зала (1907);
- Музей повітроплавання;
- Маретаріум;
- Морський центр;
- парки Ісопуйсто, Сібеліуса, пам'ятників та скульптур;
- водний парк.

## Відомі уродженці
- Ковін Леонід Іванович (1905—1967) — радянський письменник.
- Можайський Олександр Федорович (1825—1890) — російський морський офіцер.
- Теему Пуккі.
- Вейкко Лаві (1912—1996) — фінський музикант, поет і письменник.

## Міста-побратими
- Швеція Ландскруна
- Україна Миколаїв
- Данія Глоструп
- Норвегія Фредрікстад
- Естонія Таллінн
- Німеччина Грайфсвальд
- Німеччина Любек
- Польща Ґдиня
- Росія Кронштадт
- Литва Клайпеда
- КНР Тайчжоу